# Ali Mohammad Bescharati
Ali Mohammad Bescharati (auch Ali-Mohammad Besharati, persisch علی‌ محمد بشارتی جهرمی; * 1945 in Dschahrom) ist ein iranischer Politiker. Er war Innenminister und stellvertretender Außenminister.

## Leben
Ali Mohammad Bescharati studierte Medizin und war unter dem Schah fünf Jahre in Haft. Nach der Islamischen Revolution 1979 wurde Bescharati Mitglied des Parlaments. Er diente auch als Berater des Präsidenten Ajatollah Hāschemi Rafsandschāni.
Von 1993 bis 1997 war Bescharati Innenminister. Seine Hauptaufgabe war es, den Wahlprozess zu organisieren. Bescharati ernannte Mahmud Ahmadineschad zum Gouverneur. Danach arbeitete er in einem Zentrum für Strategische Studien.